# CME Group
CME Group Inc. (Chicago Mercantile Exchange & Chicago Board of Trade) è un'azienda operante nel mercato finanziario statunitense e scambiatrice di future.
Possiede ed opera nello scambio di future e derivati a Chicago e New York e servizi di cambio a Londra, usando piattaforme di trading online.
Possiede anche le azioni del Dow Jones e alcuni indici finanziari e CME Clearing Services. 
I contratti di derivati scambiati includono anche future e option sui tassi di interesse, indici di equity, beni sull'energia e l'agricoltura, metalli rari e preziosi, il meteo e immobili.
È stata descritta dal The Economist come la "Più grande piattaforma di scambio finanziario".

## Galleria d'immagini

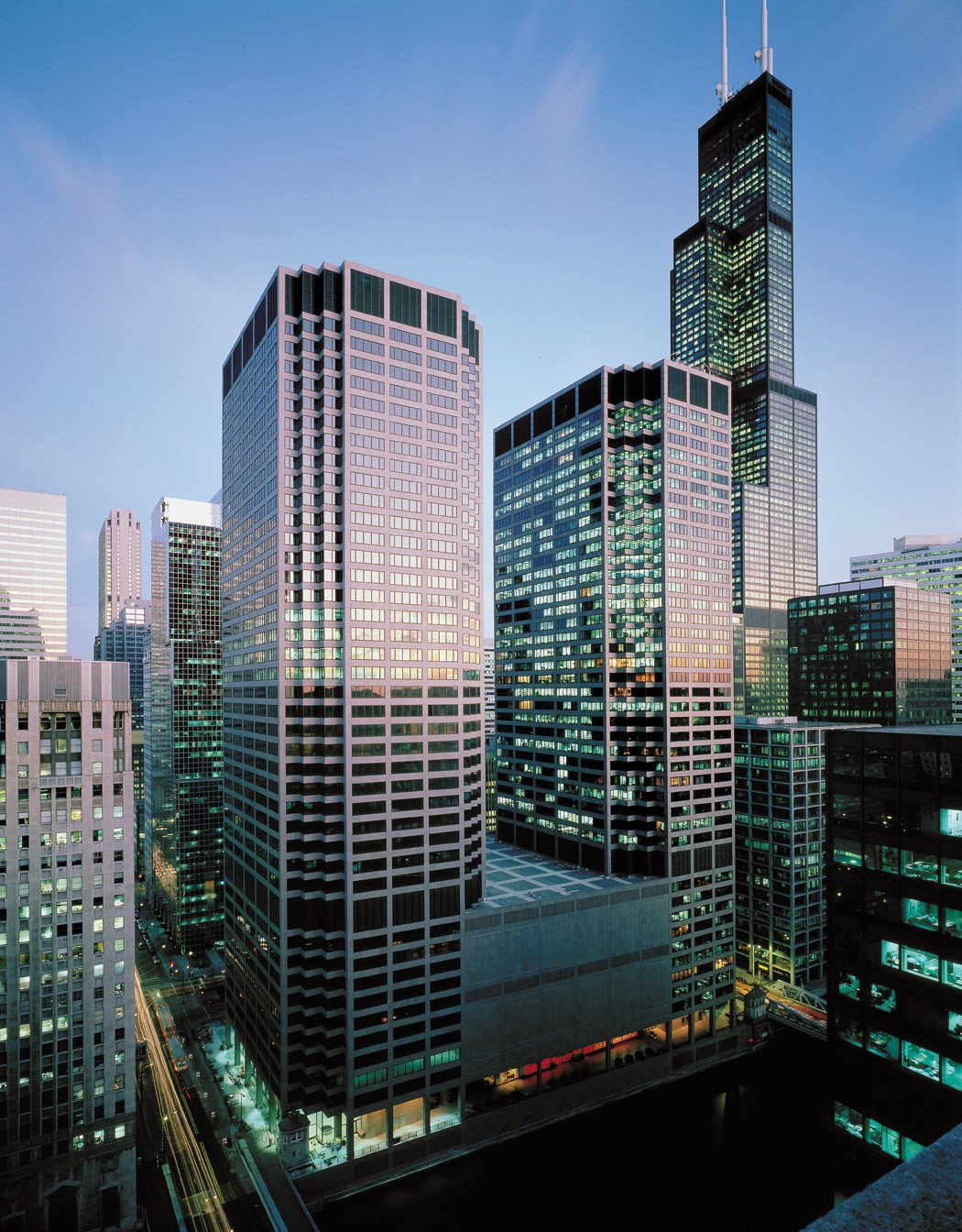
Chicago Mercantile Exchange
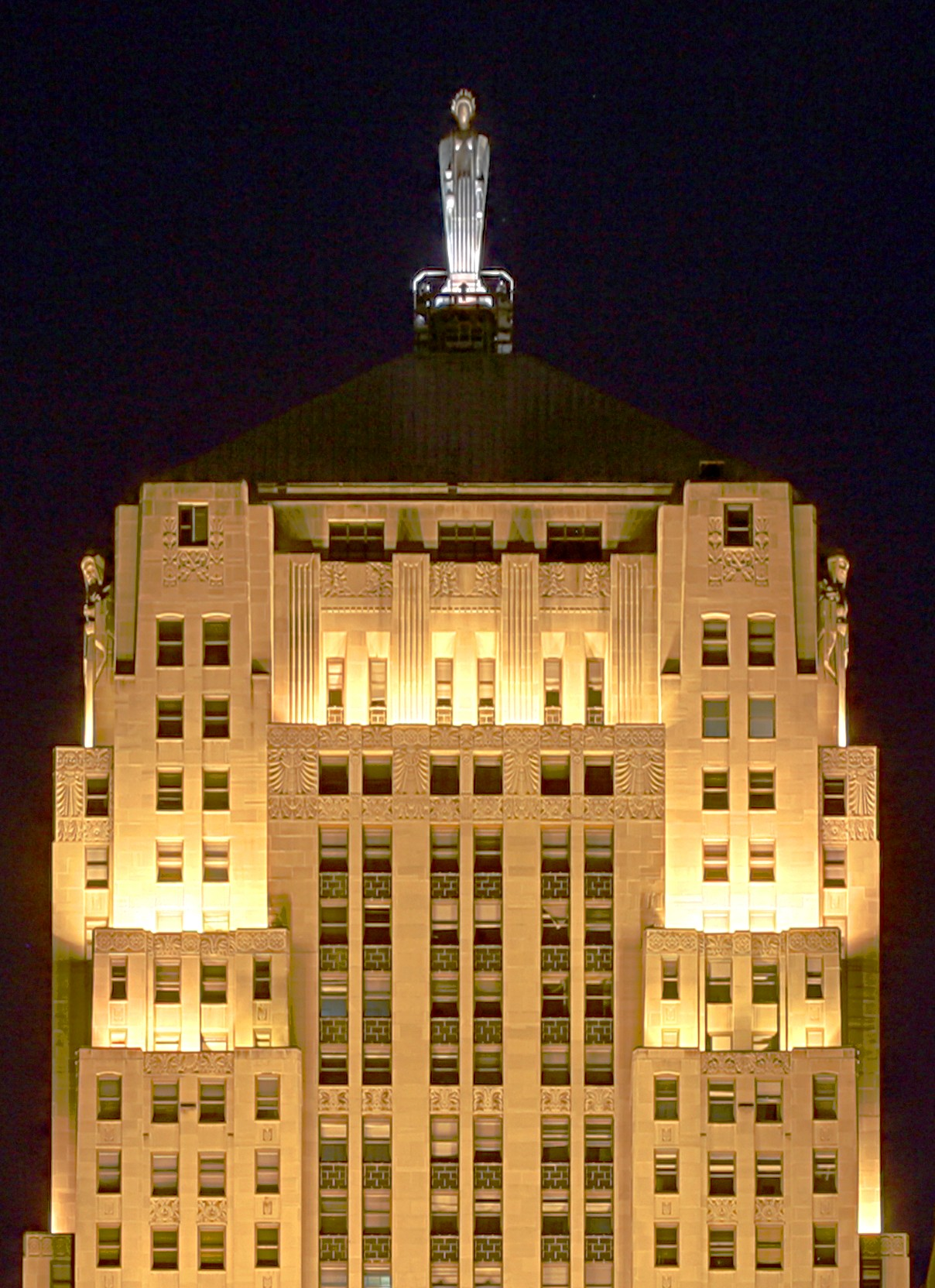
Chicago Board of Trade
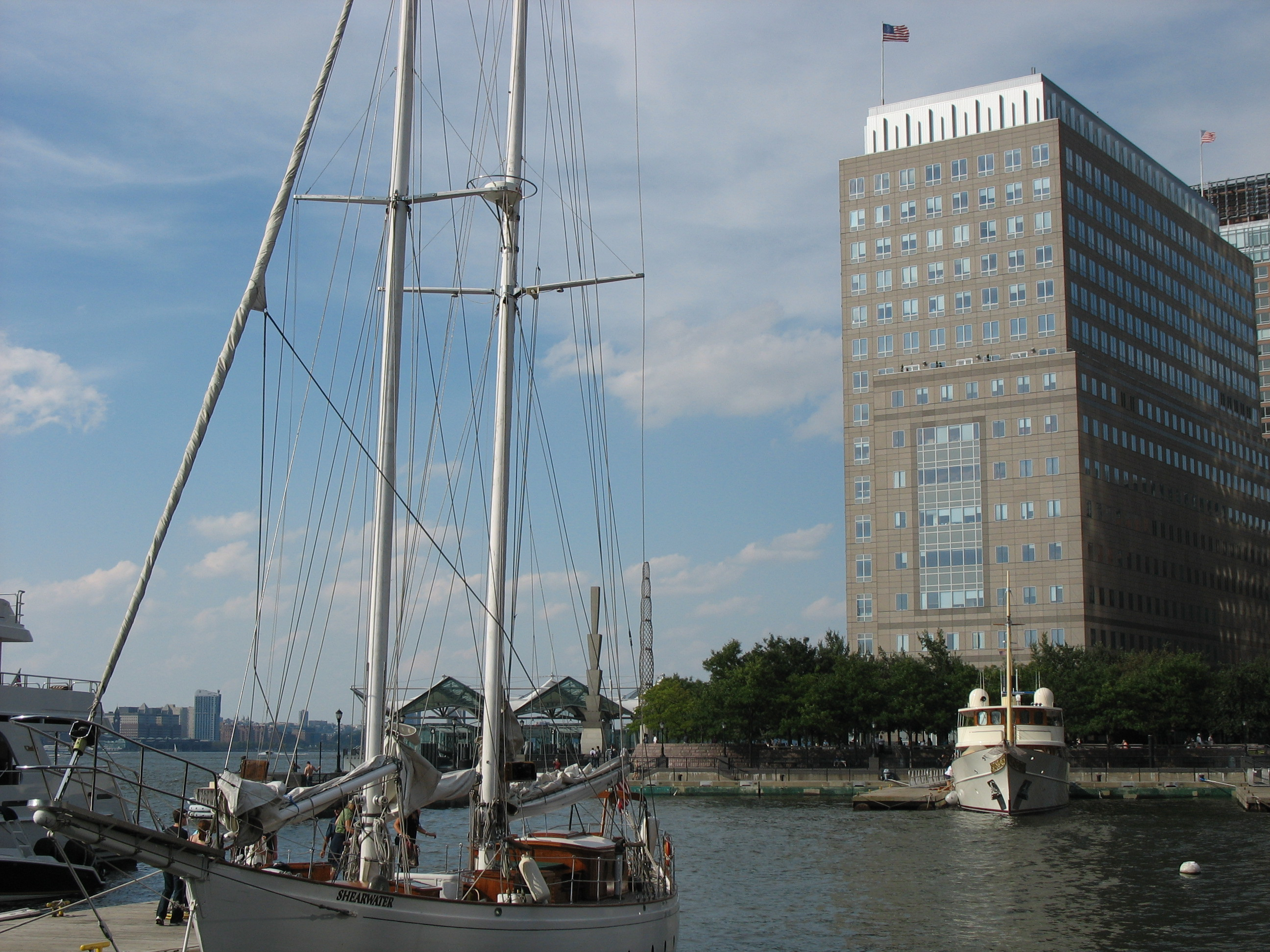
New York Mercantile Exchange